# ギヨーム3世 (マコン伯)
マコン伯ギヨーム3世（フランス語: Guillaume III de Mâcon, 1088年 - 1156年）またはギヨーム4世・ド・ブルゴーニュ（Guillaume IV de Bourgogne）は、マコン伯（在位：1102年 - 1156年）、ヴィエンヌ伯（在位：1148年 - 1156年）およびブルゴーニュ伯領摂政（在位：1148年 - 1156年）。

## 生涯
ギヨーム3世は、ブルゴーニュ伯エティエンヌ1世とベアトリス・ド・ロレーヌの次男である。兄ルノー3世の死後、ギヨームは姪ベアトリス1世の摂政としてブルゴーニュ伯領を支配した。ギヨームは事実上ベアトリスを幽閉し、1152年までに神聖ローマ皇帝フリードリヒ1世によりブルゴーニュ伯として認められた。ギヨームは十字軍に参加中、聖地において1156年に死去した。その後皇帝フリードリヒ1世がベアトリスと結婚し、ブルゴーニュ伯領を継承した。

## 結婚と子女
ギヨームはティボー・ド・トラーヴの女子相続人アデライード＝ポンティア（ポンティエット）と結婚し、以下の子女をもうけた。
- エティエンヌ2世（1173年7月22日以降没） - オーソンヌ、トリーアおよびブルゴーニュ伯位を継承
- ジェラール1世（1124年 - 1184年） - マコンおよびヴィエンヌ伯位を継承、娘ベアトリスは1175年頃にサヴォイア伯ウンベルト3世と結婚した。